# Морено, Ангелс
Мария дель Ангелс Морено (исп. Maria dels Àngels Moreno; 13 марта 2004) — испанская гребчиха на каноэ, трёхкратная чемпионка Европы 2025 года.

## Карьера
В 2023 году впервые в карьере приняла участие в чемпионате мира, который состоялся в Дуйсбурге. В каноэ-четвёрках на дистанции 500 метров в составе испанской команды стала пятой.
В 2025 году приняла участие во взрослом чемпионате Европы, который состоялся в Рачице, Чехия. В первый день медальных стартов в каноэ-двойках на дистанции 200 метров в паре с Викторией Ярчевской стала чемпионкой Европы. В смешанных каноэ-четвёрках на дистанции 500 метро в всоставе испанской команды также стала обладательницей золотой медали. 22 июня на дистанции 500 метров в каноэ-двойках вновь в паре с Викторией Ярчевской стала трёхкратной чемпионкой Европы.